# Antarktische Seen

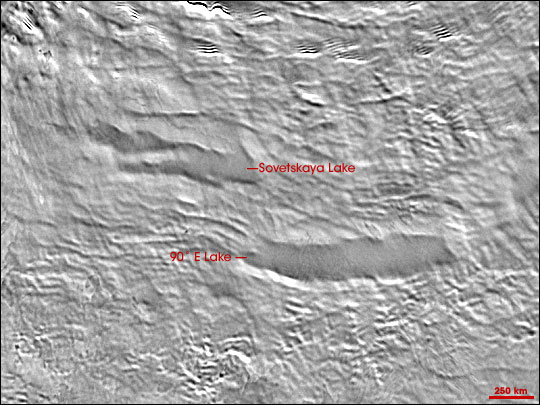
Satellitenbild zweier subglazialer Seen (90° East Lake und Sovetskaya Lake) in der Antarktis (2004)

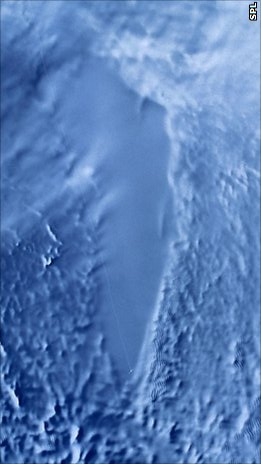
Wostoksee

Antarktischen Seen sind entsprechende Gewässer auf dem Kontinent Antarktika und auf den vorgelagerten Inseln bzw. Inselgruppen. Einige dieser Seen, sogenannte subglaziale Seen, sind unter tiefen Schichten von Gletschereis begraben. Wenn ein Gletscher sehr dick ist, ist der Druck am Boden groß genug, sodass flüssiges Wasser bei Temperaturen unter 0 °C existieren kann (wo Wasser bei normalem Luftdruck gefrieren würde). Das Eis über dem Wostoksee, dem größten antarktischen See, ist beispielsweise etwa 3,7 km dick.
Wissenschaftler, die die Seen durch sorgfältige Bohrungen und Wasserproben untersuchen, halten es für möglich, dass die Bedingungen dort den subglazialen Ozeanen ähneln wie man sie beispielsweise auf dem Jupitermond Europa (aber auch anderen Jupiter- oder Saturnmonden) vermutet.
Im Jahr 2018 veröffentlichten Forscher des Alfred-Wegener-Instituts (Helmholtz-Zentrum für Polar- und Meeresforschung) eine Studie, die eine frühere Schätzung von fast 400 antarktischen subglazialen Seen in Frage stellt. Sie forderten seismische Untersuchungen vor Ort oder weitere Bohrungen, um eine zuverlässigere Zahl zu ermitteln.
Im Juli 2021 wurde eine weitere Untersuchung veröffentlicht, die neben der Entdeckung weiterer subglazialer Seen auch ein Netzwerk aufdeckte, über das viele der Seen miteinander in Verbindung stehen, und offenbar doch auch von Schmelzwasser gespeist werden. Zu diesem Zeitpunkt waren in der Antarktis insgesamt 130 subglaziale Seen dokumentiert. Diese Annahme wurde 2022 durch die Entdeckung eines solchen sublgazialen Netzwerks von Aquifern beim Lake Whillans bestätigt. Es war zu diesem Zeitpunkt noch nicht klar, inwieweit dieses Ökosystem im Austausch mit der Außenwelt steht, möglicherweise ist die Verbindung auch nur eine „Einbahnstraße“ (siehe Blood Falls).
In den relativ kleinen eisfreien Regionen der Antarktis gibt es Oberflächenseen, die in ihrer Zahl den größten Teil der bekannten antarktischen Seen einnehmen.

## Auswahl antarktischer Seen
| Name                    | Fläche            | Tiefe         | Volumen       | wie tief unter der Oberfläche | Bemerkungen |
| ----------------------- | ----------------- | ------------- | ------------- | ----------------------------- | --- |
| 90° East Lake           | 2.000 km²         | 900 – 3.000 m |               |                               | alias 90° E Lake, zweitgrößter bekannter subglazialer See in der Antarktis |
| Ablation Lake           |                   | 117 m         |               |                               | Der Eisstausee enthält sowohl salzhaltige als auch Süßwasserschichten. |
| Ace Lake                |                   | 9 m           |               |                               | Ein meromiktischer Salzwassersee 8,8 m über dem Meeresspiegel |
| Algae Lake              | 14,8 km²          | > 137 m       |               |                               | Ein eisfreier See im eisfreien Hochland der Bunger Hills. |
| Amphitheatre Lake       |                   |               |               |                               | Ein Oberflächensee 618 m über dem Meeresspiegel. |
| Beaver Lake             | 110 km²           |               |               |                               | Ein Oberflächensee in der Nähe eines „stagnierenden“ Gletschers, 162 m über dem Meeresspiegel. Sein Name leitet sich von dem STOL-Flugzeug de Havilland Canada DHC-2 Beaver ab, das zur Versorgung eines nahegelegenen Stützpunktes eingesetzt wurde, nicht von der Anwesenheit tatsächlicher Biber (Castoridae). |
| Boeckella-See           |                   |               |               |                               | Ein Oberflächensee 98 m über dem Meeresspiegel, benannt nach den dort lebenden Ruderfußkrebsen der Gattung Boeckella. |
| Burton Lake             | 1,35 km²          | 18,3 m        | 9.690.000 m³  |                               | Eine meromiktische und salzhaltige Lagune. |
| Bonneysee               | 3,32 km²+0,99 km² | 40 m          | 64.800.000 m³ | mehrere m                     | Ständig mit einer mehrere Meter dicken Eisschicht bedeckt, er besteht aus einem größeren östlichen und einem kleineren westlichen Becken. |
| Concordia-Subglazialsee | 900 km²           | 250 m         | 200 km³       | 4 km                          | Ein großer subglazialer See, der 1999 entdeckt wurde, 800 bis 900 m unter dem Meeresspiegel. Im Jahr 2009 war er der zweitgrößte subglaziale See, der untersucht wurde. |
| Conway Lake             |                   |               |               |                               | alias Conway Subglacial Lake (SLC), subglazial |
| Lower Conway Lake       |                   |               |               |                               | alias Lower Conway Subglacial Lake (LSLC), subglazial |
| Don-Juan-See            | 0,03 km²          | 0,91 m        | 3.000 m³      |                               | Hypersaliner See mit einem Salzgehalt von 33,8 bis über 40 %, friert auch bei −30 °C bis −50 °C nicht zu, 116 , nach anderen Angaben 151 m über dem Meeresspiegel |
| Lake Ellsworth          | 28,9 km²          | 150 m(?)      | 1,37 km³      | 3.400 m                       | 1400 m unter dem Meeresspiegel |
| Engelhardt Lake         | 339 km²           |               |               |                               | alias Subglacial Lake Engelhardt (SLE), subglazial |
| Enigma Lake             | 339 km²           | ≧ 12 m        |               | 9 m                           | zw. den Gletschern Amorphous and Boulder Clay, mittlere Temp. -14 °C, subglazial |
| Fryxellsee              | 7,8 km²           | 20 m          | 25.200.000 m³ |                               | Meromiktischer Oberflächensee im Taylor Valley, einem Trockental |
| Forlidas Pond           | ~7.900 m²         |               |               |                               | Dieser kleine Teich ist der einzige in den nördlichen Pensacola Mountains. |
| Hoaresee                | 1,94 km²          | 34 m          |               | 4 m                           | Der See ist das ganze Jahr über mit Eis bedeckt, dessen Dicke im Durchschnitt etwa 4 m beträgt. |
| Hodgson-See             | 0,15 km²          | 93,4 m        |               | 3,6–4,0 m                     | Die heutzutage nur wenige Meter dicke Eisschicht hat ihn seit Jahrtausenden von der Außenwelt isoliert, in der letzten Eiszeit vor 10.500 Jahren lag er unter einer Eisdecke von mindestens 465 m Dicke. |
| Mercer Lake             | 160 km²           | 10–15 m       |               | 1.087 m                       | alias Mercer Subglacial Lake (SLM), subglazial |
| Lower Mercer Lake       |                   |               |               |                               | alias Lower Mercer Subglacial Lake (LSLM), subglazial |
| Organic Lake            | 0,15 km²          | 7,5 m         |               |                               | Meromiktischer Oberflächensee 2 m über dem Meeresspiegel |
| Pendant Lake            |                   | 21 m          |               |                               | Meromiktischer Oberflächensee 2,9 m über dem Meeresspiegel |
| PEL Lake                | 328±1 km²         | 21 m          |               | 3.603 m                       | alias Lake Zhongshan. Subglazialer See in Princess Elizabeth Land |
| Radok Lake              |                   | 362 m         |               |                               | Tiefster bekannter Oberflächensee auf dem antarktischen Kontinent |
| Lake Snow Eagle         | 370 km²           | >200 m        | ∼21 km³       | 3,2 km                        | 42 km Länge, 15 km Breite, Ostantarktis, subglazial |
| Sovetskaya Lake         | 1.600 km²         | ~900 m        |               | ~2,5 km                       | Unter der Sowjetskaja-Station. |
| Vandasee                | 5,2 km²           | 75 m          | 0,16 km³      |                               | Hypersaliner meromiktischer Oberflächensee |
| Tschadsee               | 0,15 km²          | 5,5 m         |               |                               | 85 m über dem Meeresspiegel |
| Lake Vida               |                   |               |               | 21 m                          | Hypersaliner See; das permanente Oberflächeneis auf dem See ist das dickste nicht-glaziale Eis der Erde. |
| Lake Whillans           | 60 km²            |               |               | 800 m                         | alias Subglacial Lake Whillans (SLW), Temperatur −0,49 °C. |
| Williams Lake           | 0,23 km²          |               |               |                               | Meromiktischer Oberflächensee 3 m über dem Meeresspiegel |
| Wostoksee               | 12.500 km²        | 1.200 m       | 5.400 km³     | 3.700–4.100 m                 | Süßwassersee, größter bekannter subglazialer See in der Antarktis |

Eine Karte subglazialer Seen, auch der Antarktis, findet sich bei Livingstone (2022) und auf sci-news (2022).